# Arturo Angeles
Arturo Angeles (1953. szeptember 12. –) amerikai nemzetközi labdarúgó-játékvezető. Polgári foglalkozása: mérnök.

## Pályafutása

### Nemzeti játékvezetés
A küldési gyakorlat szerint rendszeres partbírói, majd 4. bírói szolgálatot is végzett. 1987-ben lett az MLS játékvezetője. Az aktív nemzeti játékvezetéstől 1998-ban vonult vissza.

#### Nemzeti kupamérkőzések
Vezetett kupadöntők száma: 1.

##### US Open Cup
| Időpont           | Helyszín               | Mérkőzés típusa | Mérkőzés                               | Eredmény | Nézők száma |
| ----------------- | ---------------------- | --------------- | -------------------------------------- | -------- | ----------- |
| 1998. október 30. | Soldier Field, Chicago | döntő           | Columbus Crew–Chicago Fire Soccer Club | 1 – 2    | 18 615      |

### Nemzetközi játékvezetés
Az Amerikai labdarúgó-szövetség Játékvezető Bizottsága (JB) terjesztette fel nemzetközi játékvezetőnek, a Nemzetközi Labdarúgó-szövetség (FIFA) 1989-től tartotta nyilván bírói keretében. A FIFA JB központi nyelvei közül a angolt beszéli. Több válogatott és nemzetközi klubmérkőzést vezetett, vagy működő társának partbíróként illetve 4. bíróként segített. Az amerikai nemzetközi játékvezetők rangsorában, a labdarúgó-világbajnokság és az amerikai labdarúgó-tornák sorrendjében 4 találkozón szolgált. Az aktív nemzetközi játékvezetéstől 1998-ban vonult vissza.

#### Labdarúgó-világbajnokság

##### U20-as labdarúgó-világbajnokság
Szaúd-Arábia rendezte a 7., az 1989-es ifjúsági labdarúgó-világbajnokságot, ahol a FIFA JB bíróként alkalmazta.

###### 1989-es ifjúsági labdarúgó-világbajnokság
| Időpont           | Helyszín                | Mérkőzés típusa              | Mérkőzés           | Eredmény | Nézők száma |
| ----------------- | ----------------------- | ---------------------------- | ------------------ | -------- | ----------- |
| 1989. február 19. | King Fahd Stadion, Taif | csoportmérkőzés (D. csoport) | Norvégia–Argentína | 0 : 2    | 3 000       |

---
A világbajnoki döntőhöz vezető úton Amerikai Egyesült Államokba a XV., az 1994-es labdarúgó-világbajnokságra a FIFA JB játékvezetőként alkalmazta. Ez volt az első labdarúgó-világbajnokság, ahol ténylegesen külön tevékenykedtek a játékvezetők és a segítő partbírók. A partbírók még nem kapcsolódtak szorosan a delegált nemzeti játékvezetőjükhöz. Világbajnokságon vezetett mérkőzéseinek száma: 1.

##### 1994-es labdarúgó-világbajnokság

###### Világbajnoki mérkőzés
| Időpont          | Helyszín                     | Mérkőzés típusa              | Mérkőzés              | Eredmény | Nézők száma |
| ---------------- | ---------------------------- | ---------------------------- | --------------------- | -------- | ----------- |
| 1994. június 21. | Központi Stadion, Foxborough | csoportmérkőzés (D. csoport) | Argentína–Görögország | 4 : 0    | 54 456      |

#### CONCACAF-aranykupa
Az Egyesült Államok volt a házigazdája az 1., az 1991-es CONCACAF-aranykupa tornának, ahol a CONCACAF JB bírói szolgálattal bízta meg.

##### 1991-es CONCACAF-aranykupa

###### CONCACAF-aranykupa mérkőzés
| Időpont          | Helyszín                               | Mérkőzés típusa              | Mérkőzés            | Eredmény | Nézők száma |
| ---------------- | -------------------------------------- | ---------------------------- | ------------------- | -------- | ----------- |
| 1991. június 28. | Memorial Coliseum Stadion, Los Angeles | csoportmérkőzés (A. csoport) | Honduras–Kanada     | 4 : 2    | 13 374      |
| 1991. július 5.  | Memorial Coliseum Stadion, Los Angeles | egyik elődöntő               | Honduras–Costa Rica | 2 : 0    | 41 103      |

#### Copa América
Ecuador rendezte a 36., az 1993-as Copa América tornát, ahol a CONMEBOL JB bírói szolgálattal bízta meg.

##### 1993-as Copa América

###### Copa América mérkőzés
| Időpont          | Helyszín                          | Mérkőzés típusa              | Mérkőzés          | Eredmény | Nézők száma |
| ---------------- | --------------------------------- | ---------------------------- | ----------------- | -------- | ----------- |
| 1993. június 17. | George Capwell Stadion, Guayaquil | csoportmérkőzés (C. csoport) | Argentína–Bolívia | 1 : 0    | 16 000      |

#### Olimpiai játékok
Az 1992. évi nyári olimpiai játékok labdarúgó tornáján a FIFA JB bírói szolgálatra alkalmazta. Az 1994-es labdarúgó-világbajnokság előtti, önálló asszisztensi szolgálat főpróbája volt.

##### 1992. évi nyári olimpiai játékok
| Időpont          | Helyszín                        | Mérkőzés típusa              | Mérkőzés            | Eredmény | Nézők száma |
| ---------------- | ------------------------------- | ---------------------------- | ------------------- | -------- | ----------- |
| 1992. július 29. | Luis Casanova Stadion, Valencia | csoportmérkőzés (B. csoport) | Spanyolország–Katar | 2 : 0    | 19 300      |
| 1992. július 26. | Luis Casanova Stadion, Valencia | csoportmérkőzés (C. csoport) | Marokkó–Dél-Korea   | 1 : 1    | 2 000       |